# Tecticrater grandis
Tecticrater grandis is een slakkensoort uit de familie van de Lepetellidae. De wetenschappelijke naam van de soort is voor het eerst geldig gepubliceerd in 1966 door Crozier.